# Cratere Frodi
Frodi è un cratere sulla superficie di Callisto.